# Franz Wembacher
Franz Wembacher (n. 15 noiembrie 1958, Bischofswiesen, Bavaria, Germania) este un sănier ce a reprezentat Germania, medaliat olimpic. A participat la 2 ediții ale Jocurilor Olimpice (1980, 1984) în care a câștigat o medalie de aur.